# Уряд Мальти
Уряд Мальти — вищий орган виконавчої влади Мальти.

## Голова уряду
- Прем'єр-міністр — Джозеф Мускат (англ. Joseph Muscat).
- Віце-прем'єр-міністр — Луїс Гріч (англ. Louis Grech).

## Кабінет міністрів
Склад чинного уряду подано станом на 10 грудня 2014 року.
| Логотип | Міністерство                                                            | Міністр                                   | Фото | Час на посаді | Час на посаді | Партія | Партія | Вебсайт |
| ------- | ----------------------------------------------------------------------- | ----------------------------------------- | ---- | ------------- | ------------- | ------ | ------ | ------- |
|         | Міністерство внутрішніх справ і національної безпеки                    | Еммануель Маллія (Emmanuel Mallia)        |      |               |               |        |        |         |
|         | Міністерство екології, сталого розвитку та кліматичних змін             | Лео Брінкет (Leo Brincat)                 |      |               |               |        |        |         |
|         | Міністерство економіки, інвестицій та малого бізнесу                    | Кріс Кардона (Chris Cardona)              |      |               |               |        |        |         |
|         | Міністерство енергетики і збереження вод                                | Конрад Міззі (Konrad Mizzi)               |      |               |               |        |        |         |
|         | Міністерство європейських справ                                         | Луїс Гріч (Louis Grech)                   |      |               |               |        |        |         |
|         | Міністерство закордонних справ                                          | Джордж Велла (George Vella)               |      |               |               |        |        |         |
|         | Міністерство освіти та зайнятості                                       | Еваріст Бартоло (Evarist Bartolo)         |      |               |               |        |        |         |
|         | Міністерство острова Гозо                                               | Антон Рефало (Anton Refalo)               |      |               |               |        |        |         |
|         | Міністерство охорони здоров'я                                           | Годфрі Фарруджія (Godfrey Farrugia)       |      |               |               |        |        |         |
|         | Міністерство соціального діалогу, справ споживачів і громадських свобод | Хелена Даллі (Helena Dalli)               |      |               |               |        |        |         |
|         | Міністерство сім'ї та соціальної солідарності                           | Марі-Луїза Колейро (Marie-Louise Coleiro) |      |               |               |        |        |         |
|         | Міністерство транспорту та інфраструктури                               | Джо Міззі (Joe Mizzi)                     |      |               |               |        |        |         |
|         | Міністерство туризму                                                    | Кармену Велла (Karmenu Vella)             |      |               |               |        |        |         |
|         | Міністерство фінансів                                                   | Едвард Сциклуна (Edward Scicluna)         |      |               |               |        |        |         |